# كلود بيكار
كلود بيكار (بالفرنسية: Claude Picard)‏ هو راكب الكنو فرنسي، ولد في 29 ديسمبر 1938.

## وصلات خارجية
- كلود بيكار على موقع أوليمبيديا (الإنجليزية)